# 松平定芝
松平 定芝（まつだいら さだしげ）は、江戸時代後期の大名。伊予国今治藩の第8代藩主。定房系久松松平家8代。官位は従五位下・采女正、若狭守。

## 生涯
寛政3年（1791年）9月22日、第7代藩主・松平定剛の長男として誕生。文化2年（1805年）12月に従五位下、采女正に叙任する。後に若狭守に転任する。文政7年（1824年）6月5日、父の隠居により跡を継ぎ、父と同じように文治政策に尽力した。天保8年（1837年）7月16日、父に先立って死去した。享年47。
子のほとんどは早世し、残っていた3男・定法も幼少のため、従弟の勝道（第6代藩主松平定休の6男・池田政行の次男）を婿養子として跡を継がせた。

## 系譜
- 父：松平定剛（1771-1843）
- 母：磯 - 土岐定経の娘
- 正室：知 - 知姫、松平康任の娘
- 生母不明の子女
  - 三男：松平定法（1835-1901）
  - 三女：久 - 松平勝道正室
  - 女子：善子 - 松平勝道養女、有馬温純正室
  - 女子3人
- 養子
  - 男子：松平勝道（1813-1866） - 池田政行の次男